# 이한숙
이한숙(李漢淑, 1966년 ~ ) 대한민국 KBS의 前 아나운서이다.

## 학력
- 1985년 ~ 1989년 : 연세대학교 심리학과 학사 (1985학번)

## 경력
- 1990년 ~ 2002년 : KBS 17기 공채 아나운서

## 방송진행
- KBS 2TV 가요톱10
- KBS 1TV 6시 내고향
- KBS 2TV 생방송 전국은 지금
- KBS 1TV KBS 뉴스 9 주말
- KBS 1TV KBS 930 뉴스
- KBS 1TV KBS 뉴스광장
- KBS 1TV KBS 뉴스 5
- KBS 2TV 뉴스 투데이 (KBS 2TV)
- KBS 1TV KBS 뉴스라인
- 노래는 내친구